# التصوير الحسابي

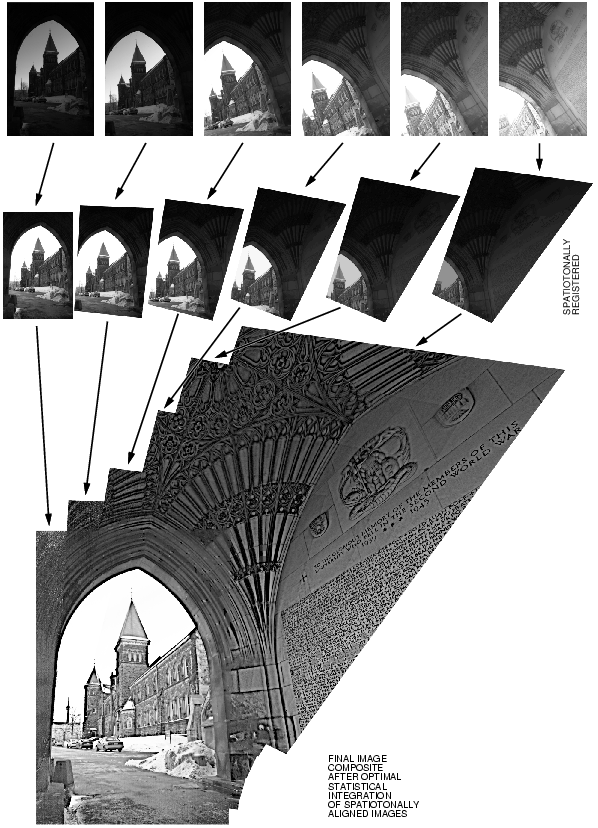
يوفر التصوير الفوتوغرافي الحسابي العديد من الإمكانات الجديدة. يجمع هذا المثال بين التصوير بتقنية HDR (النطاق الديناميكي العالي) والبانوراميات (خياطة الصور) ، عن طريق الجمع الأمثل للمعلومات من عدة صور مختلفة التعريض الضوئي لموضوع متداخل لتنتج صورة اشمل واكثر قيمة

يشير التصوير الفوتوغرافي الحسابي او التصوير الفوتوغرافي الحاسوبي إلى تقنيات التقاط الصور الرقمية ومعالجتها التي تستخدم الحوسبة الرقمية بدلاً من العمليات البصرية لإنتاج صورة محسنة ومعدل عليها.  يمكن للتصوير الحاسوبي تحسين قدرات الكاميرا وادارة الالوان والحساسية و تقديم مميزات لم تكن ممكنة على الإطلاق مع التصوير الفوتوغرافي القديم سواء المستند إلى الأفلام  والرقمي البدائي و تقليل تكلفة عناصر الكاميرا أو حجمها وجودتها واهمهم مستشعر التصوير الحساس و العدسات والتي كانت لفترة طويلة العوامل الاساسية لجودة الصور .
يمكن التصوير الحسابي و المعالجة الرقمية من تحسين جودة الصور وترقيعها وانتاج الصور البانورامية ومعالجة ودمج الصور ذات الإضاءة المختلفة المسماة الصور ذات النطاق الديناميكي العالي وبدائل كاميرات مجال الضوء وبتجاوز القيود المادية للأنظمة البصرية ك كحجم وجودة الحساس او حجم وجودة العدسات  .
استخدم التصوير الحوسبي في علوم عديدة اشهرها التصوير الفلكي و التصوير الصناعي والطبي بالأشعة السينية والاشعة المقطعية والاخيرة خصوصا كانت من أول المجالات التي استخدمته. والان وبعد انفجار القدرات الحاسوبية المحمولة (الهواتف الذكية كمثال) مكنت الصور الملتقطة باستخدام التصوير الحاسوبي الهواة بإنتاج صور تنافس جودة المعدات الاحترافية بقدر كبير بأقل قدر ممكن من التحكم.